# Monnaie wisigothe

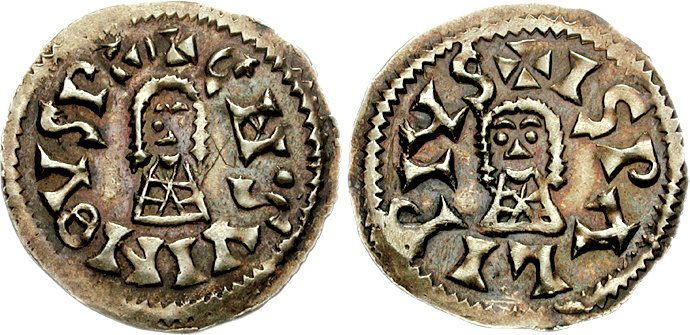
Chindaswinth: trémissis, Hôtel de la Monnaie de Hispalis
+CN•SVINLVS PX
+ISPΛLIS PIVS

La monnaie wisigothe a constitué un système monétaire, fondé sur le métal, que les Wisigoths ont développé en Gaule et en Hispanie et qui s'est étendu dans la première période du Haut Moyen Âge (du Ve siècle au début du VIIIe siècle). 

## Historique
Parmi les monnaies les plus répandues, il faut signaler deux monnaies d'or, le solidus et le tremissis, les plus utilisées en absolu, frappées en imitation des monnaies émises par le Bas Empire romain et par la suite par l'Empire byzantin. Le monnayage a eu lieu dans un premier temps dans le sud de la Gaule où les Wisigoths s'étaient établis au début du Ve siècle et a continué, depuis la première moitié du VIe siècle, dans la vieille Hispanie romaine, où s'était déplacé le centre du Royaume et du pouvoir wisigoth après la bataille de Vouillé, (507). Cette bataille et, quelque temps après, la prise de Toulouse, avaient permis aux Francs d'arracher aux Wisigoths la plupart de leurs domaines gaulois.
Les premières monnaies, en général appelées pseudo-impériales, imitaient d'abord celles qui circulaient dans la partie occidentale de l'Empire romain et, après, celles émises dans la partie orientale et qui reproduisaient les mêmes noms des empereurs romains. Depuis l'année 580 on frappait des monnaies tout à fait autonomes, dans lesquelles on pouvait lire les noms des monarques wisigoths. L'émission de monnaies s'arrête dans la deuxième décennie du VIIIe siècle, à cause de la conquête islamique de la péninsule Ibérique qui a renversé le royaume wisigoth de Tolède.

## Collocation des monnaies dans le catalogue
En ce qui concerne les monnaies wisigothes le texte le plus récent est celui qui a été publié par Philip Grierson et Mark Blackburn en 2007, premier tome de la série Medieval European Coinage (MEC). Dans les catalogues on trouve une référence du type « MEC 1, 171 », où « MEC » indique le recueil, « 1 » le premier tome, et « 171 » la 171e monnaie du catalogue. Les monnaies concernant les Wisigoths, toutes dans le premier tome, sont cataloguées de 166 à 277.